# Axylia
Axylia is een geslacht van nachtvlinders uit de familie Noctuidae.

## Soorten
- A. annularis Saalmüller, 1891
- A. aregashae Laporte, 1984
- A. belophora Fletcher D. S., 1961
- A. bryi Laporte, 1984
- A. coniorta (Hampson, 1903)
- A. corrupta Guenée, 1852
- A. dallolmoi Berio, 1972
- A. destefanii Berio, 1944
- A. dispilata Swinhoe, 1891
- A. edwardsi Fletcher D. S., 1961
- A. extranea (Berio, 1972)
- A. gabriellae Laporte, 1975
- A. ikondae Berio, 1972
- A. infusa Berio, 1972
- A. intimima Fletcher D. S., 1961
- A. marthae Laporte, 1984
- A. orbicularis Laporte, 1984
- A. posterioducta Fletcher D. S., 1961
- A. putris Linnaeus, 1761 - houtspaander
- A. renalis Moore, 1881
- A. rhodopea (Hampson, 1907)
- A. sanyetiensis Laporte, 1984
- A. sciodes Fletcher D. S., 1961
- A. sicca Guenée, 1852
- A. striata Laporte, 1984
- A. ustula Hampson, 1913
- A. vespertina Laporte, 1984